# Савремени Нови Сад (часопис)
Савремени Нови Сад је недељни лист који је излазио у Новом Саду од 1. јуна 1924. године под уредништвом Велисава - Веце Спасића, док је као главни и одговорни уредник потписан Душан Чампраг, у чијој штампарији се лист и штампао од 1924. године. Уредништво је у заглављу листа истакло да је то – „потпуно независни недељни лист“. Од 2. маја 1925. године, недељник је променио име у „Нови Сад“, и излазио је суботом на смањеном формату од 8 страница. Последњи број недељника изашао је 12. априла 1941. године, само 6 дана по избијању Априлског рата у Краљевини Југославији
Овај таблоид, који одликује доста локалних вести, коментара, цртица, козерија, уредничких уводника, одличних карикатура, мали број фотографија и скромне графичке могућности, имао је одређену улогу између два светска рата у журналистици на српском језику, као хроничар разних скандалозних догађаја и процеса који су излазили из оквира стандардне политичке и привредне историје Новог Сада.

## Оснивање листа
Излажење листа је покренула група новинара на чијем челу је био познати међуратни новосадски журналиста Велисав Спасић. Уредништво листа, је истицао да лист оснива на темњима који почивају „на принципу ванпартајчности“ и да се не узда у котерије већ у своје читаоце који га могу сачувати од пропасти.
„Савремени Нови Сад“ био је први таблоидни медиј који је на недељном нивоу излазио у међуратном периоду (између Првог и Другог светска рата) у новосадској средини. Он је имао све карактеристике било ког штампаног медија тог типа. Избор тема, карикатуре, формат и новинарски дискурс указује на то да је лист био пионирски подухват таблоидног новинарства на локалном нивоу у историји журналистике Новог Сада.

## Уређивачка политика
Принципи уређивачке политике на дан оснивања листа

У уводнику првог броја, уредништво је изнело принципе на којима ће почивати лист и радити редакција: 
| „ | „Ми нећемо правити разлике међу грађанима, које би базирале на верским национал. или социјалним основама; за нас постоје две врсте новосађана: радни, вредни и поштени новосађани и — бадавџије...Сатира као што рекосмо, сачињаваће добар део нашег листа, али ми унапред наглашавамо да нам није ни на крај памети да простачки вређамо поједине исправне људе. Наша је тежња да се наша иронија схвати као нека опомена онима, који су забраздили. С друге стране тежња нам је да спроведемо култ Новог Сада, нашег лепог (али не баш увек) Новог Сада, који обилује материјалом да се о томе пише. | ” |

Таблоидне теме недељника
Лист се бавио следећим главним таблоидним темама:
- Сензационализмом
- Интригантним темама као што је проституција, пикантерије, скандали.[4] Редакција листа се трудила да у структури новина увек пласира неку интригантну тему која ће привући читаоце који преферирају наведену област, па је тако писано и о „Новосадској берзи љубави“, „ на којој је мушки пол, био изложен, болу и страхотама, из свих друштвених класа, а да нико не хаје за последице, за сутрашњи дан”.[5]
- Пежоративним писањем о појединцима, који се оптужују без јасних доказа за корупцију.
- Неспособностима и непотизму.
- Кокаинским аферама и наркоманији. Били су то први текстови о наркоманији икад објављени у Новом Саду.[6]

Позориште је била једна од тема о којој се неретко полемише у негативном светлу, нарочито се то односили на стање у новосадском Српском народном позоришту.
„Савремени Нови Сад“ је имао редовну рубрику из области спорта и на страницама листа могу се наћи текстови о фудбалским утакмицама које су играли локални тимови: Војводина, Беочински спорт клуб, Јуда Макаби (новосадски јеврејски фудбалски клуб), а било је и извештаја о шаховским турнирима. 
| „ | Посебно занимљиве теме биле су карикатуре неких од тада популарних новосадских спортиста који су својим суграђанима били лако препознатљиви а те су их карикатуре несумњиво забављале. | ” |

Посебно занимљива тема били су редовни извештаји са популарног купалишта „Штранд“:
| „ | Највише се на ово време љути лепи спол, коме је одузета прилика да кроз недељу дана дрско показује ножице на штранду, што овде у вароши није увек могуће. Управа штранда сербез сеири: паре смо убрали и за кабине и за купање, па сад може бити и лепо и лоше време. | ” |

Аполитичност под притиском дневневнополитичких догађаја
Иако се редакција, почев од уводникау првом броју, више пута декларисала као изразито аполитична и ванпартијска, пред изборе крајем 1924. године није одолела да се упусти у предизборну борбу и да се бави политиком, што редакција отворено истиче на насловници од 4.октобар 1924. године.). Лист је генерално критиковао парламентарни систем Краљевине СХС као неефикасан, прескуп и нефункционалан. Напада се и немарност службеника, јавашлук у управи, порези, и свеприсутна корупција која влада у држави. 
| „ | „Лист је позивао Србе да се организују у једну јаку јединствену националистичку организацију и да напусте „партизанство као велико зло”. | ” |

Рекламе као део уређивачке политике
У листу су објављиване и скромно дизајниране рекламе, које су биле углавном у складу са ондашњим сазнањима о маркетингу и медијској промоцији комерцијалних производа. Неретко рекламирани су лаки филмови са интригантном љубавном тематиком, који се дају у биоскопу.
Локални међуратни таблоид
Иако у недељнику није било превише фотографија, на основу анализираних текстова, могуће је лист детерминисати; 
| „ | ...као локални међуратни таблоидни недељник, који се у градским оквирима бавио темама које практикује жута штампа. Зато се за лист може рећи да је својеврсна друштвена хроника скандала, непроверених вести, градских прича и непоузданих полуинформација из разних области живота Новог Сада у прошлости и у томе се огледа његов значај за историју новинарства. Истине ради треба истаћи да је у „Савременом Новом Саду“ било и квалитетних, добрих текстова, који су долазили из пера неких од најбољих новосадских новинара, који су сарађивали у том недељнику, и у професионалном смислу задовољили журналистичке стандарде. | ” |

## Правопис и стил објављених текстова
На основу анализе бројних текстова закључује се да се у листу није превише водило рачуна о: 
| „ | ...правопису, а ни новинарски стил у почетку није превише негован, већ се стиче утисак да су текстови писани на брзину, са вечитим журналистичким проблемом – достизање задатих рокова за прелом и улазак листа у штампу. Такође је редакција дала себи за право да оцењује ко је исправан, а ко је „забраздио“, што је потпуно у духу таблоидне логике. | ” |